# 陸上競技選手一覧
この項目は、過去または現在において、陸上競技で活躍した選手の一覧である。
| 目次 | 目次 | 目次 | 目次 | 目次 | 目次 | 目次 | 目次 | 目次 | 目次 | 目次 |
| ---- | ---- | ---- | ---- | ---- | ---- | ---- | ---- | ---- | ---- | ---- |
| あ   | か   | さ   | た   | な   |      | は   | ま   | や   | ら   | わ   |

## あ行
- ミシェル＝リー・アイ
- 青井由美子
- 青木梓
- 青木沙弥佳
- 青木半治
- 青戸慎司
- 青山利春
- 明石顕
- 赤羽有紀子
- 赤松諒一
- 阿久津圭司
- 阿久津浩三
- 浅井えり子
- 浅賀一恵
- 朝原宣治
- 浅利純子
- ソフィア・アセファ
- マーガレット・アデオイエ
- 油谷繁
- 安部友恵
- 阿部文明
- 綾真澄
- ニア・アリ
- ヤミレ・アルダマ
- アルマズ・アヤナ
- 新井文子
- 荒川岳士
- 有川秀之
- 有森裕子
- エリック・アルムレーブ
- アベバ・アレガウィ
- 安西秀幸
- 安藤友香
- 飯島希望
- 飯島秀雄
- 韋永麗
- 五十嵐美紀
- 石田智子
- 石塚祐輔
- 磯貝美奈子
- ボルマリ・イソ＝ホロ
- 市橋有里
- 伊藤国光
- 伊東浩司
- 伊藤智也
- 伊藤舞
- 伊藤喜剛
- ベン・イーストマン
- アシュトン・イートン
- 稲葉静子
- 井上悟
- 今井正人
- 今井美希
- 井村久美子
- 岩出玲亜
- 岩水嘉孝
- ハンス・ヨアヒム・ヴァルデ
- ラウリ・ヴィルタネン
- シャーロット・ウィングフィールド
- 上野飛偉楼
- 上野裕一郎
- フランク・ウォーラー
- ヤチェク・ウショラ
- 右代啓祐
- 浦田春生
- オリガ・エゴロワ
- ジョナサン・エドワーズ
- リー・エバンス
- 海老原亘
- ヒシャム・エルゲルージ
- 袁琦琦
- 王凱華
- 王鎮
- 大浦留市
- 大江季雄
- 大崎悟史
- 大崎千聖
- 大島めぐみ
- ティヌス・オーセンダルプ
- 太田裕久
- ドロシー・オーダム
- 大平美樹
- 大南敬美
- 大南博美
- 大森重宜
- 大家正喜
- 尾方剛
- 尾縣貢
- 小坂田淳
- 尾崎朱美
- 小崎まり
- 尾崎好美
- 織田幹雄
- ジョセフ・オツオリ
- 小野裕幸
- 小野真澄
- 小幡佳代子
- 小原怜

## か行
- ミシェル・カーター
- 金井豊
- 金栗四三
- 金沢イボンヌ
- 金子健司
- 金子宗平
- 金子朋未
- 金子宗弘
- 金丸祐三
- 加納由理
- アリ・カヤ
- 苅部俊二
- ジョン・カーロス
- 川内優輝
- 川上優子
- 川畑伸吾
- 木崎良子
- 喜多秀喜
- 北風沙織
- 絹川愛
- ウィルソン・キプケテル
- エリウド・キプチョゲ
- 木村喜三
- 木村友香
- 久馬悠
- 久馬萌
- 桐生祥秀
- アニシャ・キルディアプキナ
- マリヤ・クチナ
- 工藤一良
- 国近友昭
- 久保倉里美
- エマ・グリアン
- モーリス・グリーン
- フローレンス・グリフィス＝ジョイナー
- クレイ・アーロン・竜波
- ヨハン・クロンジェ
- タイソン・ゲイ
- ハイレ・ゲブレセラシェ
- 鯉川なつえ
- 小出正子
- 小出義雄
- 河野一郎
- 河野謙三
- 小指徹
- 小島茂之
- 小島初佳
- 小菅亜由美
- ステフカ・コスタディノヴァ
- ジェヒュー・ゴードン
- 小西祥子
- アルベルト・コバ
- 小林志郎
- 小林史和
- 小林祐梨子
- サラ・コラク

## さ行
- 蔡澤林
- 斎藤嘉彦
- 酒井俊幸
- 坂井義則
- 坂本直子
- 佐々木七恵
- 佐藤敦之
- 佐藤清治
- 佐藤信之
- 佐藤秀和
- 佐藤真有
- 佐藤光浩
- 佐藤美保
- 佐藤恵
- 佐藤悠基
- 佐藤由美
- ヴィクトル・サネイエフ
- ユニス・ジェプコエチ・サム
- 澤野大地
- 張莉
- イレーナ・シェビンスカ
- ラリー・ジェームズ
- 塩見綾乃
- 重友梨佐
- タチアナ・シコレンコ
- ナタリア・シコレンコ
- アンジェリカ・シドロワ
- 篠崎浩子
- 篠田正浩
- ダフネ・シパーズ
- 渋井陽子
- 渋谷俊浩
- 嶋原清子
- 紫村仁美
- サラ・シメオニ
- 下俊介
- 下仁
- 真保正子
- コリン・ジャクソン
- リンダ・シュタール
- 城下麗奈
- 城山正太郎
- スティーブ・ジョーンズ
- マリオン・ジョーンズ
- アレン・ジョンソン
- コーネリアス・ジョンソン
- マイケル・ジョンソン
- セルジュ・ジラール
- 陣内綾子
- 神保祐希
- 末續慎吾
- 杉浦はる香
- 杉林孝法
- 鈴木章介
- 鈴木博美
- 鈴木真紀
- マッシモ・スタノ
- ロバート・スタングランド
- ウィリー・スティール
- ヴァレリア・ストラーネオ
- カリース・スペンサー
- カルヴィン・スミス
- トミー・スミス
- アヤンレ・スレイマン
- 諏訪利成
- 瀬古利彦
- 世古和
- ユーリ・セディフ
- ジョージ・セーリング
- 宗茂
- 宗猛
- ジム・ソープ
- ハビエル・ソトマヨル
- 孫英傑

## た行
- 醍醐直幸
- ブリアンヌ・タイゼン＝イートン
- 高岡寿成
- 高島由香
- 高根沢威夫
- 高野進
- 高橋千恵美
- 高橋尚子
- 髙橋萌木子
- 髙平慎士
- 高見澤安珠
- 武井壮
- 竹澤健介
- 竹地志帆
- 武冨豊
- 田嶋和也
- 多田和代
- 辰野保
- 谷川聡
- 谷川真理
- 谷口浩美
- 谷三三五
- 田端健児
- マウリツイオ・ダミラノ
- 田村育子
- 為末大
- マリー・ジョゼ・タ・ルー
- デビー・ダン
- リディア・チェプクルイ
- アンゲリカ・チホツカ
- 千葉麻美
- 千葉真子
- ジョシュア・チェプテゲイ
- 切陽什姐
- 張俊
- 張文秀
- 陳定
- クリスツィナ・ツィマノウスカヤ
- 塚原直貴
- 土江寛裕
- 鶴田玲美
- ナフィサトゥ・ティアム
- ラシンダ・ディーマス
- ディーン元気
- エテネシュ・ディロ
- メアリー・デッカー
- 寺野伸一
- ポール・テルガト
- 土井杏南
- 陶宇佳
- ジョン・トーマス
- 徳本一善
- 土佐礼子
- マテイ・トート
- 飛松誠
- 富沢英彦
- ハイケ・ドレクスラー
- エレイン・トンプソン
- アルフレート・ドンペルト

## な行
- 内藤真人
- 中田有紀
- 中代唯
- 中村孝生
- 中村友梨香
- 中山卓也
- 中山竹通
- アントワネット・ナナ・ジムー
- 成迫健児
- 南部敦子
- 南部忠平
- 新谷仁美
- グレッグ・ニクソン
- 錦織育子
- 西田修平
- 西原加純
- 二瓶秀子
- パーヴォ・ヌルミ
- ダリル・ネイタ
- 野口源三郎
- 野口みずき
- 野口安忠
- ピーター・ノーマン

## は行
- ファーディナンド・オムルワ
- カール＝フリードリッヒ・ハース
- レイモンド・バーブチ
- ランディー・バーンズ
- アサファ・パウエル
- マイク・パウエル
- 白子莉乃
- 橋本歩
- 畑山茂雄
- ハンナ・ハツコ
- キム・バッテン
- 服部孝宏
- 花岡麻帆
- フランチェスコ・パネッタ
- 濱村秀雄
- 原裕美子
- アンジェラ・バラコノワ
- アルミン・ハリー
- ヤレリス・バリオス
- クリストフ・ハルティング
- ロバート・ハルティング
- フレッド・ハンセン
- イボ・バンダム
- ワンダ・パンフィル
- ダリヤ・ピシャルニコワ
- 人見明子
- 人見絹枝
- ボブ・ビーモン
- 平田卓朗
- ギゼラ・ビルケマイヤー
- 広橋百合子
- 弘山勉
- 弘山晴美
- タチアナ・フィロワ
- ディック・フォスベリー
- 深津卓也
- 福士加代子
- 福島千里
- 福本幸
- 藤井菜々子
- 藤田敦史
- 藤永佳子
- 藤原新
- セルゲイ・ブブカ
- アリーナ・フョードロワ
- リロイ・ブラウン
- ロン・フリーマン
- ナディーヌ・ブロールセン
- ドノバン・ベイリー
- ジャーネイル・ヘイズ
- デビッド・ペイン
- ヴィリアム・ペテション
- サンドラ・ペルコビッチ
- ジェファーソン・ペレス
- トリ・ボウイ
- ラルフ・ボストン
- ティファニー・ポーター
- 堀越愛未
- アーマン・ホール
- パトリシア・ホール
- ワレリー・ボルゾフ
- キルステン・ボルム
- ウサイン・ボルト
- ミゲル・ホワイト

## ま行
- 前田和之
- 前田彩里
- ヤナ・マクシマワ
- 増田明美
- 松尾和美
- 松岡理恵
- トニー・マッケイ
- フランセナ・マッコロリー
- 松谷浩平
- 松野明美
- 松宮隆行
- フリスト・マルコフ
- ブレンダ・マルティネス
- 御家瀬緑
- 三島弥彦
- 三代直樹
- 三井美代子
- キンバリー・ミックル
- 三津谷祐
- 峰島秀
- 宮崎久
- 宮田英明
- 室伏広治
- 室伏重信
- 室伏由佳
- ラルフ・メトカーフ
- ハンナ・メルニチェンコ
- アレクサンドル・メンコフ
- 茂木善作
- 森唯我
- 森下広一
- 森長正樹
- 森本友
- ケイラ・モンゴメリー
- ティム・モンゴメリ

## や行
- 安田覚
- 安田矩明
- マーラ・ヤマウチ
- 山縣亮太
- 山口有希
- 山﨑勇喜
- 山下訓史
- 山下佐知子
- 山田敬蔵
- 山田宏臣
- 山村貴彦
- アキレス・ヤルビネン
- ケビン・ヤング
- 湯田友美
- 吉岡隆徳
- 吉田香織
- 吉田真希子
- 吉本ひかり
- 依田郁子

## ら行
- ガブリエレ・ラインシュ
- カレル・リスモン
- オリガ・リパコワ
- 劉虹
- 劉翔
- 李玲 (砲丸投)
- 李玲 (棒高跳)
- 李玲蔚
- 林月雲
- カール・ルイス
- ジア・ルイス＝スモールウッド
- エロイス・ルスール
- ミゲル・アンヘル・ロペス
- リディアン・ロペス
- ブリアナ・ローリンズ

## わ行
- 渡辺真弓
- 渡辺康幸